# Иван Снегаров
Иван Снегаров (буг. Иван Йончев Снегаров; Охрид, 12. октобар 1882 — Софија, 1. март 1971) је био бугарски академик, црквени историчар и архивиста.

## Биографија
Снегаров се родио 1883. године у Охриду. Прво образовање стекао је у родном граду, и то на грчком и бугарском језику. У Истанбулу се школовао на духовној академији (1900-1906), после чега је кратко време учитељевао и радио у Цариграду као службеник-писар у Бугарској православној цркви. (1906-1907). Од 1908-1912. допуњава своје образовање на Кијевској духовној академији, коју завршава степеном „кандидата богословских наука“ са својом дисертацијом „Историја Охридске архиепископије“.
Од 1912-1926. године ради као предавач на Цариградској богословији, педагошком училишту у Серу, мушкој гимназији на бугарском језику у Солуну, богословији у Софији и другде. Од 1926. године је ванредни предавач и члан катедре за историју на Богословском факултету универзитета у Софији, а редовни професор од 1933. године. Дописни члан Бугарске академије наука (БАН) постаје 1933, а редовни члан 1943. године.
Директор је Института за бугарску историју при БАН од оснивање 1947. до 1950. године, директор је Архивског института при БАН од 1951-1959. године.
Био је предводник и активан члан више бугарских културних друштава везаних за Македонију.

## Важнији радови
Снегаров се у својим делима бавио највише историјом Охридске архиепископије. У Бугарској и Северној Македонији је и данас у широкој употреби његова Историја Охридске архиепископије. У својим делима заступао је припадност савремених Македонаца бугарском етничком корпусу.
Најважнији радови Ивана Снегарова су:
- Охридската патриаршия (Нейният произход, граници и епархии), Софија 1919.
- История на Охридската архиепископия. Том 1. От основаването й до завладяването на Балканския полуостров от турците, Софија 1924. (Дигитална верзија).
- История на Охридската архиепископия – патриаршия. От падането й под турците до нейното унищожение (1394-1767), Софија 1932.
- Солун в българската духовна култура. Исторически очерк и документи, Софија 1937.
- Кратка история на съвременните Православни Църкви I: Иерусалимска, Антиохийска, Александрийска, Цариградска, Кипърска, Синайска и Грузинска, Софија 1944.
- Кратка история на съвременните Православни Църкви II: Българска, Руска и Сърбска, Софија 1946.
- Кратка история на съвременните Православни Църкви III: Румънска, Гръцка, Албанска, Полска, Финландска, Чехословашка и бившите прибалтийски църкви, Софија 1946.
- Турското владичество пречка на културното развитие на българсия народ и другите балкански народи, Софија 1958.